# كتيبة التيوس
كتيبة التيوس أو فرقة كوماندوز التيوس (Tyous Team of Commandos – TTC) أو ببساطة التيوس (ذكور الماعز) والتي يشار إليها أيضاً باسم «العنيدون»؛ (بالفرنسية "Les Têtus"،"Les Obstinés")، ميليشيا مسيحية يمينية متطرفة صغيرة قاتلت في الفترة من 1975 إلى 1978 من مراحل الحرب الأهلية اللبنانية.

## تأسيسها
تشكلت فرقة التيوس سراً في مطلع السبعينيات ببيروت من قبل ناشط مسيحي ماروني من اليمين المتطرف يدعى العنيد، كان معارضاً بشدة لاتفاقية القاهرة ووجود فصائل المقاومة التابعة لمنظمة التحرير الفلسطينية في لبنان.[بحاجة لمصدر] وقبيل عام 1975، أقام العنيد علاقات وثيقة مع الأحزاب والمنظمات اليمينية المسيحية الأخرى، مما مكن مجموعته من تلقي التمويل والتدريب العسكري، غالباً من حزب الكتائب والتنظيم السري.[بحاجة لمصدر]
كان أصل أعضاء التيوس من الموارنة في الغالب، لكن سرعان ما بدأوا في قبول المتطوعين من الطائفة الآشورية المسيحية من أصل عراقي، الذين هاجروا بشكل غير قانوني إلى لبنان في الستينيات هرباً من الاضطهاد والفقر في موطنهم الأم. وقد استُقطبّ الآشوريين - وحلفوا يمين الولاء - لميليشيات معسكر اليمين المسيحي عن طريق وعود الاندماج والحصول على الجنسية اللبنانية الكاملة.
وبحسب ما ورد فإن بشير الجميل، قائد قوى الكتائب النظامية والزعيم المستقبلي للقوات اللبنانية (LF)، هو من أطلق اسم «التيوس» على الفرقة.[بحاجة لمصدر]

## الهيكل والتنظيم
تأسست فرقة التيوس في مجموعة مشاة خفيفة قوامها 100 رجل أي ما يعادل تقريباً سرية مشاة محدودة القوة، زودت في البداية بأسلحة صغيرة اُشتريت من السوق السوداء. وقد حصلت الفرقة على أسلحة ومعدات إضافية (بما في ذلك مركبات صالحة لجميع الطرق) بعد يناير 1976 من مخزونات الجيش اللبناني ومخافر شرطة قوى الأمن الداخلي (ISF)، مما مكن المجموعة من رفع القوة الدافعة لبعض الشاحنات المسلحة المزودة بمدافع رشاشات ثقيلة (HMG)، وبنادق عديمة الارتداد وعدد قليل من المدافع المضادة للطائرات. كما تلقوا مساعدات عسكرية سرية من إسرائيل من خلال حزب الكتائب ثم من القوات اللبنانية.
في نهاية السبعينيات من القرن الماضي، كان مقر التيوس يقع في الأشرفية، في منطقة «تقاطع المتاحف» وقطاع الخط الأخضر المعني حيث كانوا يشغلونه في العادة. ونظراً لأن فرقة التيوس كانت تحت قيادة العنيد شخصياً، فإن مجلس حرب قوى الكتائب النظامية (KRF) كان مسؤلاً عنها من الناحية الفنية، ولكن تقاريره كانت ترفع مباشرة إلى بشير الجميل بدلاً منه.[بحاجة لمصدر]
عقب اغتيال بشير الجميل في سبتمبر عام 1982، أعيد تنظيم التيوس مع بقاء العنيد قائداً دائماً لها.[بحاجة لمصدر] ومع ذلك، فقد وضع مقر التيوس تحت أوامر مباشرة من إيلي حبيقة وظل الوضع كذلك حتى أطاح به سمير جعجع من قيادة القوات اللبنانية في يناير 1985.

## أنشطتها العسكرية والجدل المثار حولها
اشتهر مقاتلو فرقة التيوس بالوحشية لافتقارهم إلى الانضباط وضبط النفس، بحيث قتلوا بوحشية في كثير من الأحيان أي مدني غير مسيحي سئ الحظ وقع بين أيديهم.[بحاجة لمصدر] وكانوا يعبرون الخط الأخضر مرة واحدة على الأقل أسبوعياً لإتمام مهام وخلق مشاكل مع اليساريين دون أوامر مباشرة من بشير الجميل؛ فلم يكونوا يستجيبوا لأوامره، عندما كان يُطلب منهم التوقف عن ذلك، (ولذلك أطلق عليهم اسم «التيوس» أو «العنيدون») وعلى الرغم من إدعاء السكان حول مقر مبنى التيوس بحضورهم لقداس الكنيسة في المحكمة وراء المبنى كل صباح أيام الأحد. وبغض النظر عن سمعتهم، لا يزال سكان الأشرفية شاكرين للتيوس حمايتهم القطاع المسيحي في بيروت.[بحاجة لمصدر]
وعلاوة على ذلك، كانت سمعتهم القتالية ملطخة بتورطهم المباشر في الأعمال الوحشية ضد المسيحيين الآخرين. ثبتت هذه الحقيقة في يوليو-أغسطس 1976، عندما اجتاحت الكتائب وجيش لبنان الحر وميليشيات الجبهة اللبنانية الأخرى بعد حصار طويل للأحياء الفقيرة التي يسكنها المسلمون ومخيمات اللاجئين الفلسطينيين المجاورة الواقعة شرق بيروت -الكرنتينا، المسلخ وتل الزعتر- انضم التيوس إلى المذابح المعنية وطرد اللاجئين والمسلمين الفلسطينيين المتبقيين.[بحاجة لمصدر]
في يونيو 1978، نفذت قوة مشتركة من حوالي 10 من مقاتلي التيوس وحوالي 200 مقاتل من الكتائب بقيادة سمير جعجع وإيلي حبيقة مجزرة إهدن الوحشية. فعلى الرغم من أن الأوامر كانت تقضي باختطاف، طوني فرنجية، قائد لواء المردة، لإقناع اللواء بالانضمام إلى القوات اللبنانية، إلا إنهم ذبحوه مع عائلته بالكامل في مقر إقامته الصيفي، في مجزرة سُميت إهدن ومنذ ذلك الحين أصبح لواء المردة والقوات اللبنانية أعداء.
وفي وقت لاحق من يوليو عام 1980، ساعدت التيوس مرة أخرى بشير الجميل وقواته اللبنانية التي تهيمن عليها الكتائب في سحق ميليشيا نمور الأحرار في مجزرة الصفرا سيئة الصيت على حد سواء والتي تسببت في 500 ضحية، أغلبهم من المدنيين. حل كميل شمعون على أثرها ميليشيا النمور ودعا إلى هدنة، كون ميليشيا النمور والقوات اللبنانية «إخوة».

## دور التيوس في الحرب الأهلية 1975-78
لكونهم أعضاء في الجبهة اللبنانية منذ أوائل 1976، كان مقاتلو التيوس مُكلفين بالدفاع عن المناطق الشرقية وشبه الحضرية التي يسيطر عليها المسيحيون في العاصمة اللبنانية من ميليشيات الحركة الوطنية اللبنانية اليسارية (LNM).
انخرطت ميليشيا التيوس في معظم الأحيان في عمليات ثابتة في الخط الأخضر في بيروت، تحت وطأة هجوم تحالف الحركة الوطنية اللبنانية مع منظمة التحرير الفلسطينية الذي حمل اسم «هجوم الربيع» الذي وقع في مارس من ذلك العام. وبانضمامهم إلى ميليشيا النمور التابعة لداني شمعون، صدوا بنجاح محاولات العدو لاختراق مواقعهم على طول قطاع الأشرفية.
وفي وقت لاحق من شهر فبراير عام 1978، طردت ميليشيا التيوس والنمور تحت قيادة بشير الجميل الجيش السوري من شرق بيروت خلال الحصار الذي استمر لمائة يوم في الحرب التي سميت حرب المئة يوم. خلال هذه الحرب أُعلن عن مقتل العنيد، اتضح لاحقاً أن رصاصة قناص شطرت أذنه إلى نصفين. بينما من قُتل كان ذراعه الأيمن في آخر يوم من تلك الحرب.

## فترة القوات اللبنانية 1979-1985
عند إنشاء قيادة القوات اللبنانية في 1977، دُمجت فرقة التيوس بسهولة في صفوف القوات الجديدة وحصلت على منزلة «قوات النخبة» وأزاحت سرية بشير الجميل القديمة التابعة لقوى الكتائب النظامية. وأخيراً، عقب انضمام العنيد إلى حزب الكتائب، ارتقى إلى رتبة قائد في الوحدة الأولى من «القوات الخاصة» التابعة لمجلس حرب القوات اللبنانية. واختار بيده المقاتلين الذين سينضموا إلى وحدته.[بحاجة لمصدر] كما استمر في قيادة التيوس في بعض المعارك. وطلب من كبار المسؤلين استخدام القوى القتالية للتيوس لتحقيق أهدافهم الخاصة.[بحاجة لمصدر]
انخرطت ميليشيا التيوس أيضاً بقوة في عمليات «توحيد البندقية المسيحية» المثيرة للجدل والتي انطلقت في أواخر السبعينيات بإيعاز من بشير الجميل، الذي استخدم التيوس كوسيلة للقضاء على الميليشيات المسيحية المنافسة وقادتها لاستيعاب قواتهم في القوات اللبنانية وبالتالي دمجها في قاعدة سلطة لنفسه.
في أكتوبر 1982، عقب أسابيع قليلة من وفاة بشير الجميل، وقّعَ العنيد على خطاب استقالته وعزل نفسه من قيادة فريق القوات الخاصة في مجلس الحرب، مما أتاح لكبار المسؤلين في القوات اللبنانية تولي القيادة. كانت المرة التالية التي يخوض فيها معركة بعد رحيله عن القوات اللبنانية، عندما هاجمت القوات السورية وحركة أمل وقوات حبيكة (القوات اللبنانية - القيادة التنفيذية) حي الأشرفية الأعزل عام 1986. ولكن بمساعدة سكان الأشرفية والمقاتلين والجيش اللبناني، فشل الهجوم على الأشرفية.

## ضعفها وحلها 1985-86
بعد سقوط حبيقة في 1985، خبا نجم التيوس - حُلت الوحدة ولم يتبق منها سوى عدد قليل من مقاتليها حيث لم يكن لديهم قائد. وباستثناء مقرهم القديم في منطقة المتاحف التي تواجه المتحف الذي لا يزال قائماً حتى اليوم. تشير بعض التقارير غير المؤكدة إلى أن أعضاء التيوس السابقين ربما انضموا إلى حبيقة في زحلة، حيث لعبوا دوراً في تشكيل ميليشيا القوات اللبنانية المنشقة عنها «القوات اللبنانية - القيادة التنفيذية» (LFEC) في العام التالي.[بحاجة لمصدر] وقد شوهد بعض أعضاء التيوس في وقت لاحق مع ميشال عون في 2005.

## وصلات خارجية
- Picture of al-Anid with Bashir Gemayel, Karantina, east Beirut, September 1981
- Chamussy (René) – Chronique d’une guerre: Le Liban 1975-1977 – éd. Desclée – 1978 (in لغة فرنسية)